# ハインツ・シュトリューニング
ハインツ・シュトリューニング（Heinz Strüning, 1912年1月13日 - 1944年12月24日）は、ドイツの軍人。第二次世界大戦中、ドイツ空軍に所属する撃墜王の1人としてその名を知られた。柏葉付騎士鉄十字章受章者。シュトリューニングは280回の出撃で敵機56機を撃墜したとされる。また、撃墜記録の全てが夜間出撃時のものだとする記録が残されている[a]。

## 経歴
1912年、ネヴィゲスに生まれる。1935年、再軍備の折に新設されたドイツ空軍に入隊。1939年8月2日、伍長(Unteroffizier)として、第26駆逐航空団「ホルスト・ヴェッセル」(Zerstörergeschwader 26, ZG-26)第5中隊に配属された。第二次世界大戦が始まると、ポーランド戦線に派遣され対地攻撃任務に従事した。ポーランド作戦後、彼の中隊は第30爆撃航空団に移り、ノルウェー方面にてナルヴィクの橋頭堡を守備する地上部隊の支援に参加した。
その後、夜間戦闘機乗員(Nachtjagd)となったシュトリューニングは1940年7月に第2夜間戦闘航空団第1中隊に配属された。この頃までに軍曹(Feldwebel)となっていた彼は66回もの英本土上空における夜間戦闘任務に参加し、1940年11月23日の深夜には最初の敵機撃墜を記録している。1941年末、彼自身が申請した撃墜記録は9機であった。1941年11月、同航空団第7中隊に移る。1942年7月、19機目の撃墜を申請した後にドイツ十字章金章を授与される。同年9月までに少尉(Leutnant)に昇進し、10月には騎士鉄十字章を受章している。
1942年11月から1943年4月まで、第2夜間戦闘航空団はシチリアの基地にて地中海上空における任務に従事した。1943年5月、シュトリューニングは第1夜間戦闘航空団第2中隊に転属。同年6月1日には英空軍のランカスター爆撃機3機を撃墜している。中尉(Oberleutnant)に昇進した後、第1航空団第3中隊長に任命された。同時期には新型機ハインケルHe219の試験搭乗員も務めており、1943年8月1日深夜にはHe219に搭乗したシュトリューニングが3機の爆撃機を撃墜している。
1944年4月までにシュトリューニングは15回の夜間戦闘における勝利を収めており、また1944年7月20日には第1航空団第9中隊長に任命されると共に彼の騎士鉄十字章に柏葉が付された。
1944年12月24日午後6時頃、シュトリューニングの搭乗していたメッサーシュミットBf110はケルン上空にてランカスター爆撃機に対して攻撃を試みたが、随伴していた英空軍第157飛行隊(No. 157 Squadron RAF)所属のモスキート迎撃機により撃墜された。彼は脱出したものの、機体に身体を打ちつけて死亡したとされる。彼の遺体は撃墜から2ヶ月後になって発見された。
彼は戦死するまでに280回の戦闘任務（内250回は夜間出撃）に従事し、夜間戦闘における56機の撃墜（モスキート2機を含む）を記録した。

## 受章
- 1939年版鉄十字章
  - 二級鉄十字章（1940年7月15日）[2]
  - 一級鉄十字章（1940年11月25日）[2]
- 空軍名誉杯（1941年6月12日）[3]
- ドイツ十字章金章（1942年7月10日）[4]
- 柏葉付騎士鉄十字章
  - 騎士鉄十字章（1942年10月29日）[5]
  - 柏葉章（1944年7月20日）[5]
- 国防軍軍報（英語版）での言及。（1942年6月2日）

### 国防軍軍法の引用
| 日付                 | 原文                                                                                  | 訳文                                                                              |
| -------------------- | ------------------------------------------------------------------------------------- | --------------------------------------------------------------------------------- |
| 1942年6月2日、火曜日 | Oberfeldwebel Struening errang in der letzten Nacht seinen 15. und 16. Nachtjagdsieg. | シュトリューニング曹長(Oberfeldwebel)は昨晩15、16回目の野戦における勝利を収めた。 |